# スマイア駅
スマイア駅（バスク語、Zumaiako geltokia）とは、スペイン・バスク州ギプスコア県スマイアにある鉄道駅。バスク鉄道が運行している路線の駅である。

## 概要
北緯43度17分30秒、西経2度15分6秒付近に位置している。ここを走るバスク鉄道の路線は電化されており、レールの軌間は1000 mm（狭軌）である。西側の隣駅はアロア（Arroa）駅であり、東側の隣駅はサラウツ駅である。スマイア駅から東に数百メートルの所で、線路はウロラ川を越える。

## 歴史
スマイア駅は1926年にウロラ鉄道の駅として設置された。スマイア駅のすぐ近くにはバス停が設置されており、かつてウロラ鉄道が走っていたのとほぼ同じ経路のバス路線が運行されている。

## ウロラ鉄道

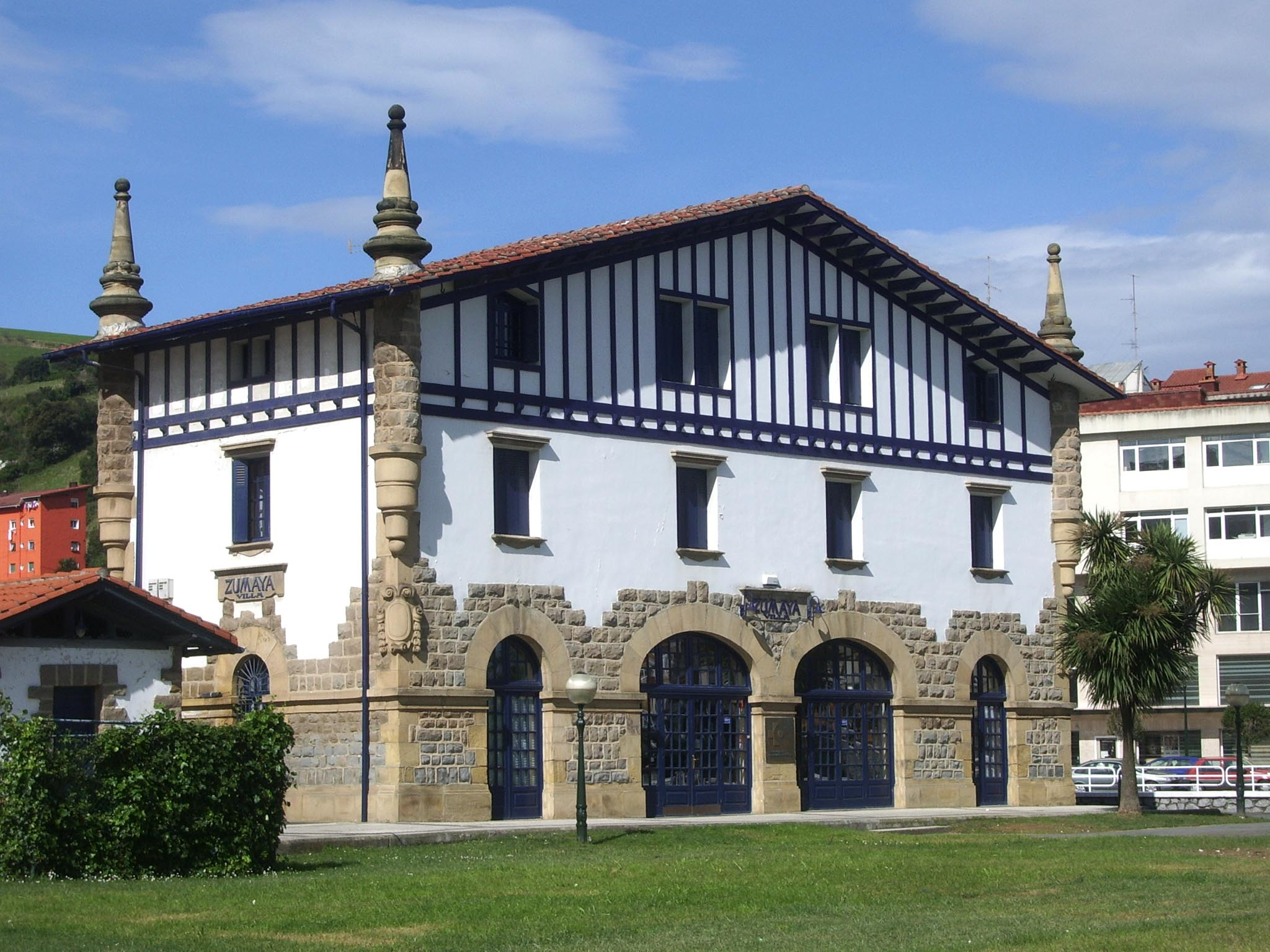
スマイア駅の昔の駅舎。

スマイア駅からはかつてウロラ鉄道と言う、狭軌で非電化の路線が、だいたいウロラ川の流路に沿うように内陸へと伸びていた。ウロラ鉄道は1986年に廃線になったものの、アスペイティア付近の約5 kmの路線はバスク鉄道博物館の施設となっており、動態保存されている。